# Dylan's Visions of Sin
Dylan's Visions of Sin es un libro publicado en 2004, escrito por el académico de la poesía británica y crítico literario Christopher Ricks, en el que considera las canciones del músico estadounidense Bob Dylan como trabajos de literatura (en 2016 Dylan fue galardonado con el Premio Nobel de Literatura.) El análisis que realiza Ricks de las canciones está organizado alrededor de las categorías teológicas cristianas de los siete pecados capitales, cuatro virtudes cardinales, y tres virtudes teologales. Ricks escribe:
Dylan es un arte en el que los pecados se muestran desnudos (y son resistidos), las virtudes son valoradas (y manifestadas), y las gracias traídas a casa. Los siete pecados capitales, las cuatro virtudes cardinales (¿más difíciles de recordar?), y las tres gracias celestiales: todas ellas conforman el mundo de cualquiera, pero el de Dylan en particular. O en realidad, sus mundos, dado que los aspectos humanos de cualquier tipo son suyos para la captura artística.

## Recepción
Charles McGrath, escribiendo sobre el libro en el New York Times, lo describió como "un análisis cercano, línea a línea en ocasiones, de los grandes éxitos del maestro." McGrath alabó a Ricks por señalar conexiones entre el trabajo de Dylan y otros poetas y figuras culturales que son "sorprendentes y provocadores. En varios puntos compara a Dylan con Marvell, Marlowe, Keats, Tennyson, Hardy, Yeats y Marlon Brando, por citar solo unas cuantas de sus referencias." McGrath continúa sugiriendo: 
Algunos pasajes en Visiones del pecado puede llamar la atención de algunos lectores por estar muy por encima, cuando cuando Ricks dedica cuatro páginas (y cuatro notas al pie de página) a la letra de "All the Tired Horses", una canción que sólo cuenta con dos versos —o quizás tres, si  se cuenta el "hmmmm" al final. Otros capítulos, no obstante, establecen paralelismos persuasivos entre, por ejemplo, "Lay Lady Lay" y el poema de John Donne "To His Mistress Going to Bed", entre "Not Dark Yet" y "Ode to a Nighttingale" de Keats, y entre "A Hard Rain's A-Gonna Fall" y la balada escocesa "Lord Randal".
Alison Lewis, en su crítica del libro en Library Journal, dio la bienvenida al libro de Ricks como "erudito e incisivo ... ingenioso y agradable, su análisis ampliado por comparaciones con la poesía de escritores canónicos como Eliot, Hopkins, y Larkin". El crítico advierte que "[l]iteralmente cientos de libros se han escrito acerca de Bob Dylan y su música, pero muy pocos han estudiado sus letras como trabajos de literatura."